# Шарлевуа (кратер)
Шарлевуа — большой разрушенный ударный кратер в регионе Шарлевуа, Квебек, Канада. На поверхности видна лишь часть кратера, а остальное покрыто рекой Святого Лаврентия. Первоначальный кратер, по оценкам, имел 54 км в диаметре, а его возраст оценивается в 342 ± 15 млн лет. Объект был, вероятно, создан каменным астероидом, по крайней мере 2 км в диаметре, весом около 15 млрд тонн. Кратер классифицируют как сильнокальцевый бассейн с центральным поднятием. Гору Оползней расположенную в самом центре кратера, интерпретируют как центральное поднятие, возникшее вследствие упругой отдачи после удара.
Ударное происхождение кратера Шарлевуа стало понятным 1965 года после открытия в этой области многих конусов растрескивания. Другие доказательства удара включают признаки планарной деформации (англ. Planar deformation features) в кварце и зернах полевого шпата.